# 한국항공대역
한국항공대역(韓國航空大驛, Korea Aerospace Univ. station)은 경기도 고양시 덕양구 화전동에 있는 수도권 전철 경의·중앙선의 전철역이다. 역 인근에 한국항공대학교가 있다. 이 역을 지난 후 경의본선 왼쪽으로 수도권철도차량정비단 진출입 선로가 분기되며, KTX 열차가 서울역·용산역 방향으로 입·출고한다. 또한 행신역을 오고가는 KTX 열차도 수도단 진출입 선로를 통해 운행한다.
1958년 5월 1일에 화전역(花田驛)이라는 이름으로 개업했으며, 2009년 7월 1일에 수도권 전철 경의선이 개통되면서 전철역이 되었다. 그러다가 경기도 고양시에 위치한 수도권 전철 3호선 화정역과 혼동된다는 민원이 꾸준히 제기되었고 역 인근에 위치한 한국항공대학교에서도 역명 변경을 요구했다. 이에 따라 2023년 11월 21일에 한국항공대역으로 변경되었다.

## 역사
- 1958년 5월 1일 : 화전역 무배치간이역으로 영업 개시[2]
- 1966년 9월 16일 : 임시 매표소 설치[3]
- 1972년 2월 1일 : 문산역 방향 200m 이전[4]
- 1973년 3월 1일 : 보통역으로 승격
- 1987년 7월 10일 : 무배치간이역으로 격하
- 1993년 7월 15일 : 보통역으로 재승격
- 2009년 7월 1일 : 수도권 전철 경의선 개통과 함께 전철역으로 변경, 서울 기점 11.6 km에서 11.5 km로 변경[5]
- 2009년 12월 1일 : 철도승차권 단말기 철거
- 2023년 11월 21일: 화전역에서 한국항공대역으로 역명 변경[6]

## 역 구조
3면 4선의 쌍상대식 승강장을 갖추고 있으며 스크린도어가 설치되어 있다.

### 배선도
수도권철도차량정비단, 행신역, 강매역, 한국항공대역, 수색역, 수색차량사업소, 디지털미디어시티역, 가좌역의 배선도는 다음과 같다. 능곡역과 같이 경의선, 용산선 전동차의 전용 선로가 바뀌는 역이다.

### 승강장
| ↑ 수색           |
| \| ２３ \| ４ \| |
| 강매 ↓           |

| 1 | ● 수도권 전철 경의·중앙선 | 수색 · 가좌 · 신촌 · 서울 방면               |
| 2 | ● 수도권 전철 경의·중앙선 | 서울발 일산 · 문산 방면                      |
| 3 | ● 수도권 전철 경의·중앙선 | 용산 · 이촌 · 회기 · 덕소 · 용문 · 지평 방면 |
| 4 | ● 수도권 전철 경의·중앙선 | 용문발 파주 · 문산 방면                      |

## 역 주변
- 한국항공대학교
- 덕은초등학교
- 덕양중학교
- 화전동 행정복지센터
- 고양화전동우체국
- 화전동우체국
- 화전파출소
- 항공우주박물관

## 이용객 변동
2009년 자료는 개통일인 2009년 7월 1일부터 12월 31일까지인 184일 기준으로 환산한 것이다.
| 노선        | 노선 | 일평균 인원수 (명/일) | 일평균 인원수 (명/일) | 일평균 인원수 (명/일) | 일평균 인원수 (명/일) | 일평균 인원수 (명/일) | 일평균 인원수 (명/일) | 일평균 인원수 (명/일) | 일평균 인원수 (명/일) | 일평균 인원수 (명/일) | 일평균 인원수 (명/일) | 각주  |
| 노선        | 노선 | 2009년                | 2010년                | 2011년                | 2012년                | 2013년                | 2014년                | 2015년                | 2016년                | 2017년                | 2018년                | 각주  |
| ----------- | ---- | --------------------- | --------------------- | --------------------- | --------------------- | --------------------- | --------------------- | --------------------- | --------------------- | --------------------- | --------------------- | ----- |
| 경의·중앙선 | 승차 | 684                   | 933                   | 1,390                 | 1,574                 | 1,950                 | 2,222                 | 2,517                 | 2,510                 | 2,591                 | 2,545                 | [ 7 ] |
| 경의·중앙선 | 하차 | 757                   | 1,007                 | 1,421                 | 1,574                 | 1,877                 | 2,117                 | 2,403                 | 2,390                 | 2,438                 | 2,385                 | [ 7 ] |
| 경의·중앙선 |      | 2019년                | 2020년                | 2021년                | 2022년                | 2023년                |                       |                       |                       |                       |                       | [ 7 ] |
| 경의·중앙선 | 승차 | 2,605                 | 1,333                 | 1,401                 | 2,202                 | 2,420                 |                       |                       |                       |                       |                       | [ 7 ] |
| 경의·중앙선 | 하차 | 2,444                 | 1,235                 | 1,311                 | 2,060                 | 2,274                 |                       |                       |                       |                       |                       | [ 7 ] |

## 인접한 역
| 경의선                                  | 경의선                                                    | 경의선                                  |
| --------------------------------------- | --------------------------------------------------------- | --------------------------------------- |
| K319 강매 문산 방면 문산 방면 문산 방면 | ● 수도권 전철 경의·중앙선 본선 완행 중앙선 급행 지선 완행 | K317 수색 지평 방면 용문 방면 서울 방면 |

## 사진

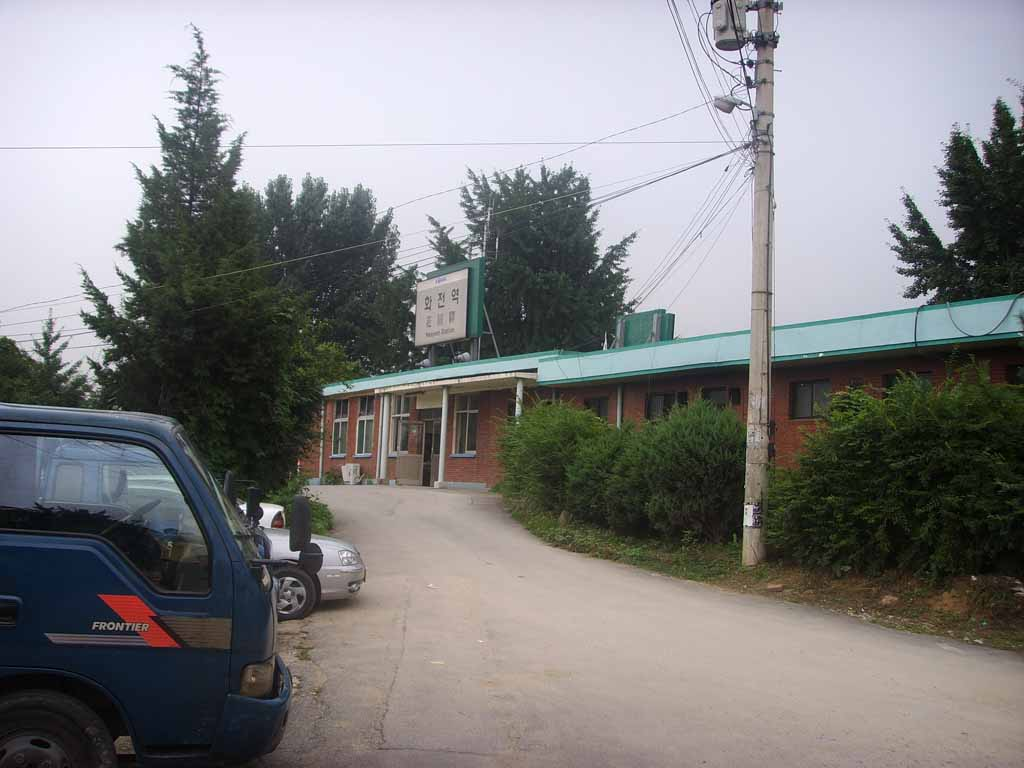
옛 화전역사
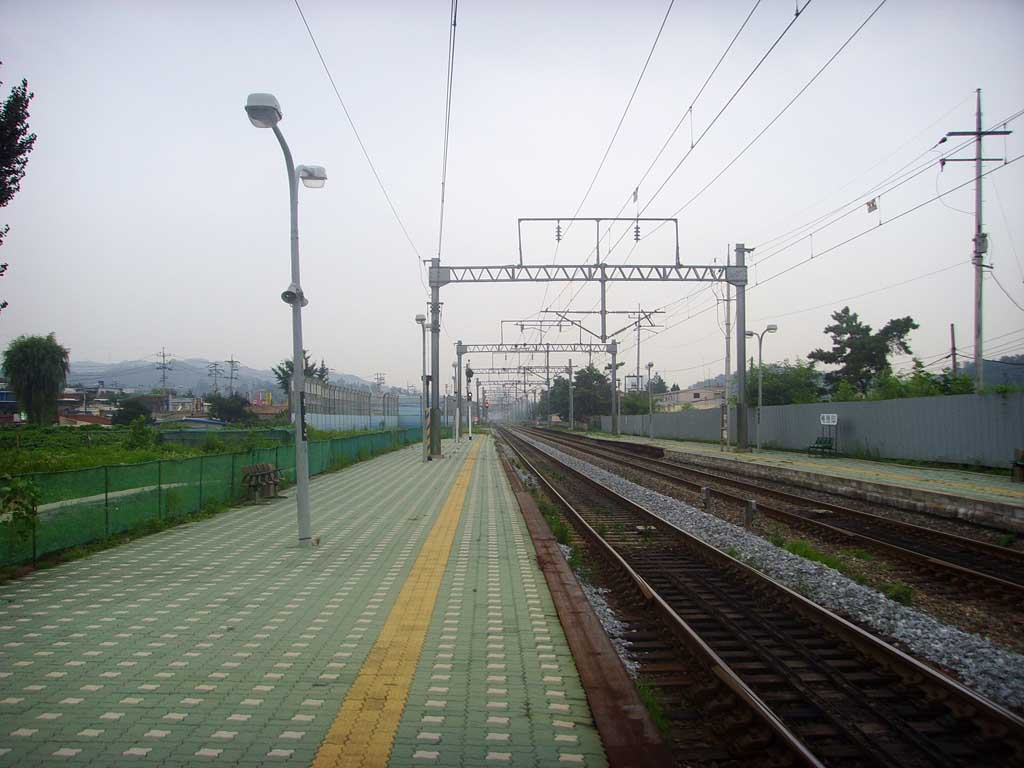
옛 승강장